# Отто Ітес
Отто Крістіан Ітес (нім. Otto Christian Ites; 5 лютого 1918, Норден — 2 лютого 1982, Норден) — німецький офіцер-підводник, капітан-лейтенант крігсмаріне, контрадмірал бундесмаріне. Кавалер Лицарського хреста Залізного хреста.

## Біографія
10 вересня 1936 року вступив на флот. Служив на міноносцях «Кондор» і «Альбатрос». У жовтні 1938 року переведений в підводний флот, служив на підводному човні U-51. В якості 2-го вахтового офіцера служив в Північному і Балтійському морях на U-146. 7 квітня 1941 року призначений командиром U-146, на якому здійснив 1 похід (провівши в морі в цілому 45 днів). З 29 серпня 1941 року — командир U-94, на якому здійснив 5 походів (190 днів в море), в основному в Північну Атлантику. 28 серпня 1942 року U-94 був потоплений в Карибському морі канадським корветом «Оуквілл» і американський летючим човном PBY «Каталіна». 19 членів екіпажу загинули, а 26 (включаючи Ітеса) були взяті в полон. Всього за час бойових дій потопив 15 кораблів загальною водотоннажністю 76 882 тонн і пошкодив 1 корабель водотоннажністю 8 022 тонн.
| Дата            | Назва корабля                    | Тип               | Тоннаж | Вантаж                                                                      | Екіпаж | Загинули | Країна             | Конвой  |
| --------------- | -------------------------------- | ----------------- | ------ | --------------------------------------------------------------------------- | ------ | -------- | ------------------ | ------- |
| 28 червня 1941  | Pluto                            | Торговий пароплав | 3,496  | 4000 тонн зерна, 1114 тонн вугілля та 237 тонн нафти                        | 39     | 3        | Фінляндія          |         |
| 15 вересня 1941 | Newbury                          | Торговий пароплав | 5,102  | 6800 тонн вугілля                                                           | 45     | 45       | Британська імперія | ON 14   |
| 15 вересня 1941 | Pegasus                          | Торговий пароплав | 5,762  | 5500 тонн генеральних вантажів, військових товарів і Motor Launch на палубі | 29     | 16       | Королівство Греція | ON 14   |
| 15 вересня 1941 | Empire Eland                     | Торговий пароплав | 5,613  | Баласт                                                                      | 37     | 37       | Британська імперія | ON 14   |
| 1 жовтня 1941   | San Florentino                   | Паровий танкер    | 12,842 | Баласт                                                                      | 58     | 23       | Британська імперія | ON 19   |
| 24 лютого 1942  | Empire Hail                      | Торговий пароплав | 7,005  | Баласт                                                                      | 49     | 49       | Британська імперія | ON 66   |
| 9 березня 1942  | Cayrú                            | Торговий пароплав | 5,152  | Генеральні вантажі, включаючи шкіру, олію, бавовну та какао                 | 89     | 53       | Бразилія           |         |
| 11 березня 1942 | Hvoslef                          | Торговий пароплав | 1,630  | Цукор                                                                       | 20     | 6        | Норвегія           |         |
| 25 березня 1942 | Imperial Transport (пошкоджений) | Тепловий танкер   | 8,022  | Баласт                                                                      | 51     | 0        | Британська імперія | ON 77   |
| 12 травня 1942  | Cocle                            | Торговий пароплав | 5,630  | Генеральні вантажі                                                          | 42     | 5        | Панама             | ONS 92  |
| 13 травня 1942  | Batna                            | Торговий пароплав | 4,399  | 4988 тонн вугілля                                                           | 42     | 1        | Британська імперія | ONS 92  |
| 13 травня 1942  | Tolken                           | Торговий пароплав | 4,471  | Баласт                                                                      | 34     | 0        | Швеція             | ONS 92  |
| 5 червня 1942   | Maria da Glória                  | Вітрильник        | 320    |                                                                             | 44     | 36       | Португалія         |         |
| 10 червня 1942  | Empire Clough                    | Торговий пароплав | 6,147  | Баласт                                                                      | 49     | 5        | Британська імперія | ONS 100 |
| 10 червня 1942  | Ramsay                           | Торговий пароплав | 4,855  | Баласт                                                                      | 48     | 40       | Британська імперія | ONS 100 |
| 11 червня 1942  | Pontypridd                       | Торговий пароплав | 4,458  | Баласт                                                                      | 48     | 2        | Британська імперія | ONS 100 |

В травні 1946 року звільнений. Здобув медичну освіту, доктор стоматології. В 1956 році вступив у ВМС ФРН, протягом 2 років командував ескадреним міноносцем Z-2, а потім займав керівні посади в різних штабах. У вересні 1977 вийшов у відставку.

### Родина
Цого брат-близнюк Рудольф був командиром підводного човна U-709. 25 січня 1944 року він вийшов в свій перший і останній похід. 1 березня 1944 року човен був потоплений глибинними бомбами американських есмінців «Томас», «Боствік» і «Бронштейн». Всі 52 члени екіпажу загинули.

## Звання
- Морський кадет (10 вересня 1936)
- Фенріх-цур-зее (1 травня 1937)
- Оберфенріх-цур-зее (1 липня 1938)
- Лейтенант-цур-зее (1 жовтня 1938)
- Оберлейтенант-цур-зее (1 жовтня 1940)
- Капітан-лейтенант (1 квітня 1943)
- Корветтен-капітан (4 січня 1956)
- Фрегаттен-капітан (25 серпня 1959)
- Капітан-цур-зее (17 грудня 1964)
- Адмірал флотилії (2 квітня 1971)
- Контрадмірал (1 квітня 1975)

## Нагороди
- Залізний хрест
  - 2-го класу (27 жовтня 1939)
  - 1-го класу (25 лютого 1940)
- Нагрудний знак підводника (21 грудня 1939)
- Лицарський хрест Залізного хреста (28 березня 1942)
- Двічі відзначений у Вермахтберіхт
  - «В успіхах проти англо-американського торговельного судноплавства в Північній Атлантиці особливо відзначився підводний човен під керівництвом оберлейтенанта-цур-зее Ітеса.» (30 березня 1942)
  - «В боротьбі з ворожим морським постачанням особливо відзначилися підводні човни під керівництвом капітан-лейтенантів Мора, Топпа, Вітте і фон Розенштіля та оберлейтанта цур-зее Ітеса.» (18 червня 1942)